# Flexotisk

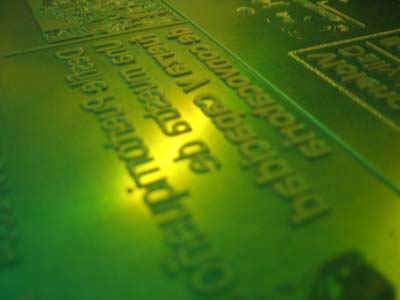

Flexotisk, nebo také flexografie, je technika tisku z výšky, využívaná hlavně v obalovém průmyslu pro potisk širokého sortimentu plastových fólií, papíru, kartonu a lepenky. Jde o techniku přímého tisku, při níž se používá pružná (flexibilní) tisková forma za použití speciálních tiskových barev (nízkoviskozní rychleschnoucí barvy). V anglosaských zemích se touto technikou také tisknou noviny. Od konce 18. století je nejprogresivnější tiskovou technikou a byl vynalezen roku 1890 ve firmě Sperling. Postupem času se také měnil název techniky. Flexotisk byl nejdříve nazýván anilínový tisk (dříve se totiž používali anilinové barvy, ale postupem času se zjistilo, že jsou jedovaté), poté gumotisk (kvůli používané gumové, flexibilní, tiskové formě), následně flexografie a nakonec flexotisk. Pro techniku jsou také typické ´´zdvojené okraje´´. Výhodou flexotisku je například potisk široké škály obalových materiálů, možnost změny tiskového raportu, pružná tisková forma nebo možnost tisku bez přerušení.

## Tisková forma
Flexotisk prošel od svého vzniku v 19. století značným technologickým vývojem. Tiskovou formu tvoří pružný štoček, laicky řečeno takové razítko. Původní tisková forma byla gumová, technologii se říkalo gumotisk a používala se pro potisk balicích papírů a tapet. Dnes se používá fotopolymerová tisková forma. Kvalita tisku nebyla schopna konkurovat ostatním tiskovým technologiím. V poslední čtvrtině 20. století ale došlo k značnému technologickému pokroku jak ve výrobě tiskové formy, tak ve výrobě tiskových strojů a používaných barev.. Štočky se vyrábějí převážně fotopolymerní cestou a to buď ve formě ploché, nebo kulaté (tzv. návleky či z angličtiny převzatý výraz sleevy). Vyrábí se též kulaté tiskové formy rytím do elastomérů. Štoček je přilepen na tiskový válec, přidá se barva a v tlaku je zhotoven otisk na příslušný materiál (většinou archové stroje), na velké lepenky.
Tiskové formy jsou ve formě návleků (slivů) ze silikonu, ty se navlékají na tiskové válce, kresba je na tyto slivy přenesena způsobem CTP gravírováním, pomocí laseru (rytím, odrýváním). Laser dokáže vytvořit velmi jemný rastr.
Flexografie je rozšířená u výroby měkkých obalů - fólií, termofólií.

### Flexotiskové barvy
Výměny zakázky na tiskovém stroji probíhají velmi jednoduše, jeden sliv se stáhne a nahradí jiným.
Velký pokrok zaznamenalo hlavně nanášení tiskové barvy, vyžádala si to hlavně plnobarevnost při barvotisku. Důležitá denzita u jednotlivých CMYK barev.

### Rastrový válec (aniloxový válec)

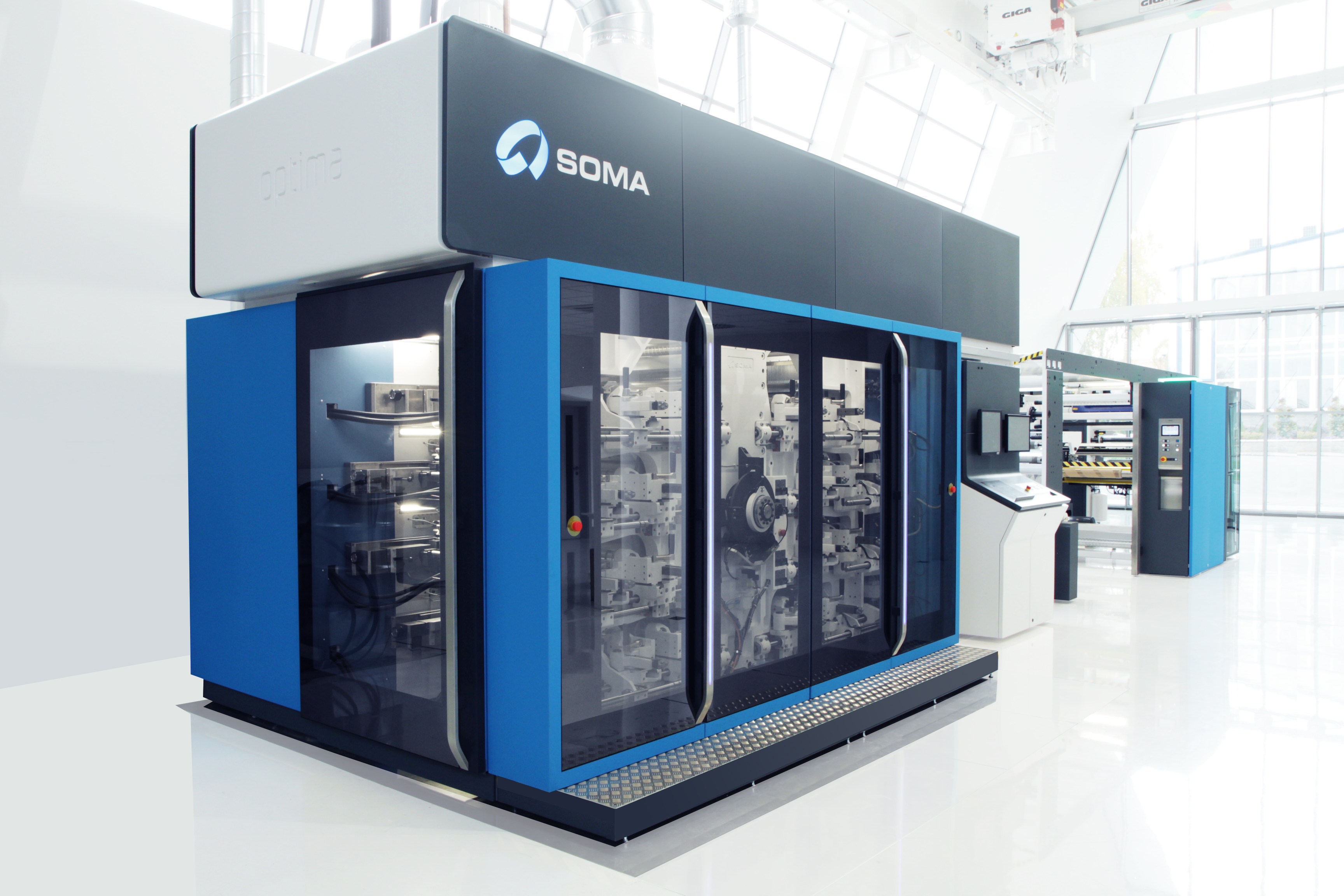
Flexotiskový stroj

Jako navalovací válec byl vyvinut tzv. rastrový válec, většinou s keramickým povrchem rozděleným pravidelnými transportními buňkami (jamkami) různého půdorysu a průřezu(jehlan, polokoule, šestiúhelník, kužel), natočení této síťové struktury se většinou používá úhel 45 nebo 60 stupňů. Prostřednictvím struktury povrchu tohoto válce lze regulovat množství tiskové barvy. V ideálním případě přichází na jeden tiskový bod 4–5 mikrokapiček barvy.
Do buněk je brodicím válcem (v barvě) vtlačena barva a přebytek setřen stíracím nožem.
V celém plášti, v každé buňce je stejný nános barvy, při navalování vyvýšené kresby některého štočku je barva přenesena na povrch kresby (reliéfu) a z něj pak předáván na potiskovaný materiál. Je zajištěna naprosto stejná intenzita barvy na kterékoli místě tištěné plochy kresby.

## Formáty strojů
U flexotisku máme tři formáty tiskových strojů: úzkoformátové stroje, střední formátové stroje a stroje pro výrobu kartonáže.

### úzkoformátové stroje
Tisknou šíři do 60 cm. využívají se pro tisk etiket, krabiček, potisk papíru a kartonu. Jsou to většinou in-line stroje.

### střední formátové stroje
Tisknou šíři do 2 metrů. Mají satelitní uspořádání a většinou jsou osmibarevné. Používají se pro potisk polyethylenu a polypropylenu.

### stroje pro výrobu kartonáže
Tisknou šíři 1,5-4 metry. Využití najdou u potisku velkých krabic, kartonů a lepenek s kontinuálním výsekem.

## Využití
Touto technikou jsou potiskovány igelitové tašky (až pak je taška slepována), v Anglii se tisknou flexotiskem noviny, nebo např. Neklopit na krabicích s textem.
Flex, neboli řezaná grafika, je využívána pro potisk textilu. Motiv se vyřeže pomocí řezacího plotteru na předem vybranou barvu fólie. Po vyřezání se odstraní přebytečná fólie a zůstane pouze motiv. Takto připravená fólie se zažehlí při vysokém tlaku a teplotě na textil. Výhodou je nenáročná předtisková příprava, fólie výborně kryje a díky vynikající odolnosti umožňuje praní až na 60 °C.
Zdroj: Technologie SSUD